# Gaetano Marino

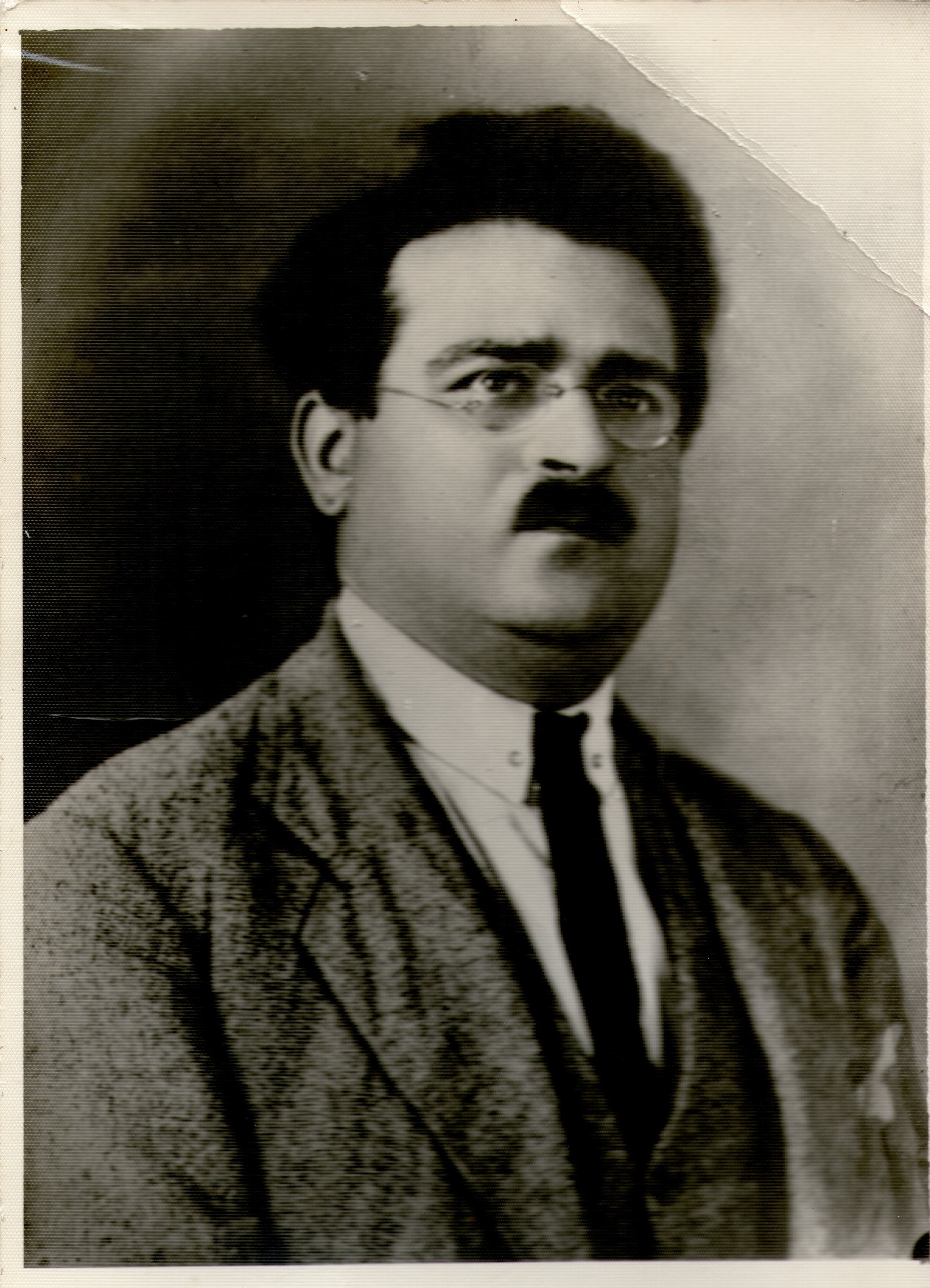
Gaetano Marino da giovane

Gaetano Marino (Salemi, 1º gennaio 1892 – Palermo, 12 marzo 1943) è stato un rivoluzionario, anarchico e antifascista italiano.

## Biografia
Gaetano Marino nacque a Salemi in provincia di Trapani, figlio di Nicolò e Rosalia Sinacore. Rimasto orfano di padre, gli zii, Can. Alberto, sacerdote e Salvatore (secondo marito della madre), ne assumono la tutela e “Tano” si diploma al liceo Ximenes di Trapani nel 1911 circa e nel 1914 si laurea in Lettere classiche all’Università di Palermo. 

### Pensatore, scrittore e giornalista
Uomo di cultura, letterato e studioso di problemi culturali e sociali; conosceva oltre il latino e il greco, il tedesco e l’arabo (che imparò in manicomio). Fu anche docente nelle scuole statali. Nel 1919 pubblica alcuni scritti in prosa e in versi e dirige a Palermo, con Pietro Mignosi, la rivista mensile di letteratura, scienza e arte, “Audax”, e in seguito la mazziniana “Critica politica”.

### Combattente
Partecipò alla prima guerra mondiale nel gruppo degli arditi come tenente (ebbe sotto di sé il caporale Benito Mussolini del quale fu amico personale, non delle sue idee però); ne uscì invalido ed ebbe un vitalizio che lui rifiutò. Fu dapprima mazziniano, poi antifascista e anarchico.
Lasciato l’insegnamento statale nel 1920 (pur di non compromettersi con il regime fascista e non dipendere da uno Stato che riteneva ingiusto) si trasferisce a Piana dei Greci e quivi fa l’operaio e l’attivista (tiene comizi e fa doposcuola) ma è accusato dell’omicidio del nazionalista Giacomo Schirò e ristretto all’Ucciardone per trenta mesi, fin quando non è scagionato (rifiuta il legale e congegna l’autodifesa).

### Anarchico e antifascista
Con l’avvento di Mussolini al potere, dal 1924 al 1926, tesse una rete di relazioni tra gli anarchici rimasti in Sicilia, la redazione romana di Umanità Nova e i compagni salemitani emigrati negli Stati Uniti.
Nel maggio del 1925, per l’anniversario dell’uccisione di Giacomo Matteotti, mentre diffonde un manifesto contro il regime, è arrestato a Palermo. In seguito, da Salemi scrive numerosi articoli, a favore dell’anarchismo contro le idee totalitarie, sulla stampa libertaria in Italia (“Pensiero e Volontà” e “Libero Accordo”), e all’estero (“L’Adunata dei Refrattari” di New York, “Il Culmine” di Buenos Aires e “Il Risveglio Anarchico” di Ginevra).

### Confinato e internato
Nel 1927 mentre fa di nuovo propaganda contro il regime, è arrestato e condannato a cinque anni di confino a Favignana e a Lipari (fu compagno del futuro Presidente della Repubblica Sandro Pertini). Il 26 luglio 1931 è condannato dal Tribunale di Messina all’internamento nell’ospedale psichiatrico (è il metodo cui il fascismo sottopone alcuni tra i più irriducibili avversari del regime) prima a Messina, poi a Palermo (1931) e Trapani (1934) e quindi di nuovo a Palermo (1940) ove muore. È sepolto nel cimitero di Santa Maria dei Rotoli (la notizia della morte, in modo ignobile, non fu mai comunicata ai parenti e la salma non fu mai loro consegnata). In manicomio (vi rimase tredici anni) tiene un comportamento corretto, lavora e aiuta gli altri, ma nel 1935 è dichiarato interdetto.

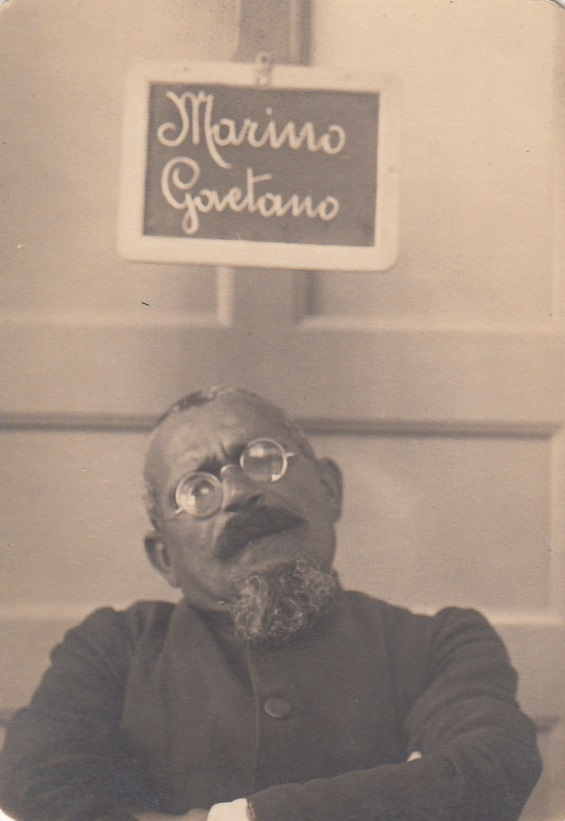
Gaetano Marino internato nell'Ospedale psichiatrico di Trapani

## Il suo pensiero
Per la sua umanità e per i suoi ideali in cui ha creduto egli ha saputo rappresentare, con convinzione, un tipo di società, ideale o reale, ma sempre per lui vera. «Il suo obiettivo fisso, lo ripeteva più volte mentre era internato in manicomio, era di attuare riforme politico-sociali che arrecassero pace e felicità all’umanità (e questo per lui era vissuto come ideale perseguibile, per altri nel modo di “allucinazione”, “delirio paranoide”, come si legge nella sua storia clinica). La politica, quindi, diventa per “Tano” il mezzo attraverso il quale realizzare quel benessere desiderato dagli uomini».
«Quando questo momento sarà raggiunto, quando sulla terra largamente innaffiata di sangue potranno fiorire, accanto alla pace, la dignità, la giustizia e l’eguaglianza sociale, sarà debito di quelli che allora vivranno far sì che il primo onore venga dato al culto del dovere e al sentimento della solidarietà umana».
Anche il soffrire e il rimpiangere con gli altri diventa per lui solidarietà. Ha saputo incarnare quel contesto storico, politico, culturale, sociale ed economico in cui visse, anche se conflittuale, lasciando un esempio di coerenza consapevole e di difesa per i quali si sacrificò con convinzione. «Morrò, - lasciò scritto - ma i miei figli (non sono quelli carnali perché rimase celibe n.d.r.), i miei congiunti saranno onorati della mia morte; essi, ispirandosi a questa, saranno più fermi e sicuri nell’adempimento dei loro doveri».
Marino fu un eroe salemitano perché ebbe il coraggio di combattere apertamente il fascismo; nonostante ne potesse ricavare da esso benefici personali (rifiutò il Governatorato dell’Abissinia pur di non piegarsi alle idee fasciste), preferì sottomettersi alle condanne inflittegli piuttosto che piegarsi ai voleri del regime.
«Ho visto in lotta

L’un contro l’altro gli uomini e ideale

Farsi l’altrui rovina. - fa dire a L. Tolstoi, già alcuni anni prima  - Due campioni

Tengon la lizza, ed il contrasto loro

Tronca i nervi alla vita, come vento

Impetuoso che sul mesto tronco

La rigogliosa giovinezza abbatte

Del ramoscello, allor che dal pregnante

Seno il decor del frutto suo promette.

Tal succede di noi. Nasce, si educa

L’uom, conosce la vita, il mondo, ad alte

Speranze e a fieri spiriti alza il pensiero,

E l’esser suo vuol proclamare, alzando

Con la sua vita l’inno della vita.

Ahi! Che gl’inni gli tronca e gli disperde

Una legge tiranna, antica forse

Quanto egli è antico, e gli preclude il volo

All’infinito ov’egli aspira».

## Opere
- Frammenti lirici (1910-14), Officina Arti Graf. A. e Dolce, Palermo 1914;
- Inno delle fiamme nere: Marcia per pianoforte con parole di Gaetano Marino, Milano 1918;
- Commemorazione dei cittadini salemitani caduti nella guerra delle nazioni, letta a Salemi il 14-11-918, Stab. Tipografico G. Luminara, Palermo 1919;
- Il Pensiero e l’Arte, Stab. Tipografico G. Luminara, Palermo 1919;
- Leone Tolstoi (Dramma Religioso), I Cori, Ausonia, Roma 1919.